# Titus Bramble
Titus Malachi Bramble (Ipswich, Inglaterra, 31 de julio de 1981) es un futbolista de Montserrat, se desempeña como defensa y actualmente juega en el Sunderland AFC de la Premier League inglesa.

## Clubes
| Club                 | País       | Año         |
| -------------------- | ---------- | ----------- |
| Ipswich Town FC      | Inglaterra | 1998 - 1999 |
| Colchester United FC | Inglaterra | 1999 - 2000 |
| Ipswich Town FC      | Inglaterra | 2000 - 2002 |
| Newcastle United FC  | Inglaterra | 2002 - 2007 |
| Wigan Athletic FC    | Inglaterra | 2007 - 2010 |
| Sunderland AFC       | Inglaterra | 2010 -      |

## Vida personal
Su hermano Tesfaye Bramble juega con la selección de fútbol de Montserrat. En septiembre de 2010, ambos hermanos fueron detenidos acusados de violación, Tesfaye fue encontrado culpable mientras que Titus fue liberado sin cargos, actualmente, Tesfaye sigue esperando una sentencia de condena.
- Datos: Q125538
- Multimedia: Titus Bramble / Q125538